# (6389) Ogawa
(6389) Ogawa (1990 BX) – planetoida z pasa głównego asteroid okrążająca Słońce w ciągu 4,56 lat w średniej odległości 2,75 j.a. Odkryta 21 stycznia 1990 roku.